# Clutia lanceolata
Clutia lanceolata là một loài thực vật có hoa trong họ Peraceae. Loài này được Forssk. mô tả khoa học đầu tiên năm 1775.